# Hlidskjálf
Ne doit pas être confondu avec Hliðskjálf.
Hlidskjálf ou Hliðskjálf désigne, dans la mythologie nordique, un lieu, ou un haut-siège s'y situant, depuis lequel, selon Snorri Sturluson, « Odin pouvait observer tous les mondes, de même que l'activité de tout un chacun, et il comprenait tout ce qui s'offrait à son regard ».
Odin est parfois désigné par les kenningar « seigneur de Hlidskjálf » ou « roi de Hlidskjálf » dans la poésie scaldique.
Hlidskjálf est à l'origine de l'action, et est mentionné dans l'introduction en prose, de deux poèmes eddiques : le Skírnismál et le Grímnismál. 
Dans son Edda, Snorri Sturluson ajoute qu'Odin utilisa Hlidskjálf pour retrouver Loki, qui avait pris la fuite après avoir provoqué la mort de Baldr.